# Olympische Sommerspiele 1976/Kanu – Zweier-Canadier 500 m (Männer)
Die Wettkämpfe im Zweier-Canadier über 500 Meter bei den Olympischen Sommerspielen 1976 wurde vom 28. bis 30. Juli auf der Île Notre-Dame ausgetragen. Es war die erste Austragung der Zweier-Canadier über 500 Meter bei Olympischen Sommerspielen.
Es wurden zwei Vorläufe, zwei Hoffnungsläufe, drei Halbfinals und ein Finale ausgetragen.
Olympiasieger wurde das sowjetische Boot mit Serhij Petrenko und Alexander Winogradow.

## Ergebnisse

### Vorläufe
Die jeweils ersten drei Boote qualifizierten sich für die Halbfinals, die restlichen Boote für den Hoffnungslauf.

#### Vorlauf 1
| Rang | Athleten                              | Nation             | Zeit        |
| ---- | ------------------------------------- | ------------------ | ----------- |
| 1    | Tamás Buday Oszkár Frey               | Ungarn             | 1:56,44 min |
| 2    | Gheorghe Danielov Gheorghe Simionov   | Rumänien           | 1:57,27 min |
| 3    | Gregory Smith John Wood               | Kanada             | 1:57,81 min |
| 4    | Bernt Lindelöf Erik Zeidlitz          | Schweden           | 1:58,86 min |
| 5    | Roland Muhlen Andreas Weigand         | Vereinigte Staaten | 2:00,99 min |
| 6    | Gérald Delacroix Jean-François Millot | Frankreich         | 2:02,78 min |
| 7    | Roberto Altamirano Juan Martínez      | Mexiko             | 2:08,15 min |
| 8    | Mitsuhide Hata Atsunobu Ogata         | Japan              | 2:09,32 min |

#### Vorlauf 2
| Rang | Athleten                             | Nation           | Zeit        |
| ---- | ------------------------------------ | ---------------- | ----------- |
| 1    | Serhij Petrenko Alexander Winogradow | Sowjetunion      | 1:58,22 min |
| 2    | Iwan Burtschin Krassimir Christow    | Bulgarien        | 1:58,84 min |
| 3    | Jerzy Opara Andrzej Gronowicz        | Polen            | 1:58,90 min |
| 4    | Detlef Bothe Hans-Jürgen Tode        | DDR              | 1:59,39 min |
| 5    | Hermann Glaser Heinz Lucke           | BR Deutschland   | 2:07,63 min |
| 6    | Jiří Čtvrtečka Tomáš Šach            | Tschechoslowakei | 2:09,37 min |
| 7    | Tiziano Annoni Ilario Passerini      | Italien          | 2:10,73 min |

### Hoffnungsläufe
Die ersten drei Boote der Hoffnungsläufe erreichten das Halbfinale.

#### Hoffnungslauf 1
| Rang | Athleten                              | Nation         | Zeit        |
| ---- | ------------------------------------- | -------------- | ----------- |
| 1    | Hermann Glaser Heinz Lucke            | BR Deutschland | 1:53,76 min |
| 2    | Gérald Delacroix Jean-François Millot | Frankreich     | 1:53,81 min |
| 3    | Bernt Lindelöf Erik Zeidlitz          | Schweden       | 1:53,94 min |
| 4    | Tiziano Annoni Ilario Passerini       | Italien        | 1:56,36 min |
| —    | Mitsuhide Hata Atsunobu Ogata         | Japan          | DSQ         |

#### Hoffnungslauf 2
| Rang | Athleten                         | Nation             | Zeit        |
| ---- | -------------------------------- | ------------------ | ----------- |
| 1    | Jiří Čtvrtečka Tomáš Šach        | Tschechoslowakei   | 1:56,02 min |
| 2    | Detlef Bothe Hans-Jürgen Tode    | DDR                | 1:57,07 min |
| 3    | Roland Muhlen Andreas Weigand    | Vereinigte Staaten | 1:57,58 min |
| 4    | Roberto Altamirano Juan Martínez | Mexiko             | 2:00,52 min |

### Halbfinalläufe
Die ersten drei Boote der Halbfinals erreichten das Finale.

#### Halbfinale 1
| Rang | Athleten                      | Nation           | Zeit        |
| ---- | ----------------------------- | ---------------- | ----------- |
| 1    | Jerzy Opara Andrzej Gronowicz | Polen            | 1:49,04 min |
| 2    | Tamás Buday Oszkár Frey       | Ungarn           | 1:49,60 min |
| 3    | Jiří Čtvrtečka Tomáš Šach     | Tschechoslowakei | 1:51,83 min |
| 4    | Bernt Lindelöf Erik Zeidlitz  | Schweden         | 1:55,69 min |

#### Halbfinale 2
| Rang | Athleten                              | Nation      | Zeit        |
| ---- | ------------------------------------- | ----------- | ----------- |
| 1    | Serhij Petrenko Alexander Winogradow  | Sowjetunion | 1:49,29 min |
| 2    | Gregory Smith John Wood               | Kanada      | 1:50,66 min |
| 3    | Gérald Delacroix Jean-François Millot | Frankreich  | 1:50,81 min |
| 4    | Detlef Bothe Hans-Jürgen Tode         | DDR         | 1:53,85 min |

#### Halbfinale 3
| Rang | Athleten                            | Nation             | Zeit        |
| ---- | ----------------------------------- | ------------------ | ----------- |
| 1    | Gheorghe Danielov Gheorghe Simionov | Rumänien           | 1:50,56 min |
| 2    | Iwan Burtschin Krassimir Christow   | Bulgarien          | 1:51,63 min |
| 3    | Hermann Glaser Heinz Lucke          | BR Deutschland     | 1:51,89 min |
| 4    | Roland Muhlen Andreas Weigand       | Vereinigte Staaten | 1:52,33 min |

### Finale
| Rang | Athleten                              | Nation           | Zeit        |
| ---- | ------------------------------------- | ---------------- | ----------- |
| 1    | Serhij Petrenko Alexander Winogradow  | Sowjetunion      | 1:45,81 min |
| 2    | Jerzy Opara Andrzej Gronowicz         | Polen            | 1:47,77 min |
| 3    | Tamás Buday Oszkár Frey               | Ungarn           | 1:48,35 min |
| 4    | Gheorghe Danielov Gheorghe Simionov   | Rumänien         | 1:48,64 min |
| 5    | Gérald Delacroix Jean-François Millot | Frankreich       | 1:49,74 min |
| 6    | Iwan Burtschin Krassimir Christow     | Bulgarien        | 1:50,43 min |
| 7    | Gregory Smith John Wood               | Kanada           | 1:50,74 min |
| 8    | Jiří Čtvrtečka Tomáš Šach             | Tschechoslowakei | 1:50,85 min |
| 9    | Hermann Glaser Heinz Lucke            | BR Deutschland   | 1:51,26 min |

## Weblink
- Ergebnisse